# Danh sách tranh cãi tại giải vô địch bóng đá thế giới 2018

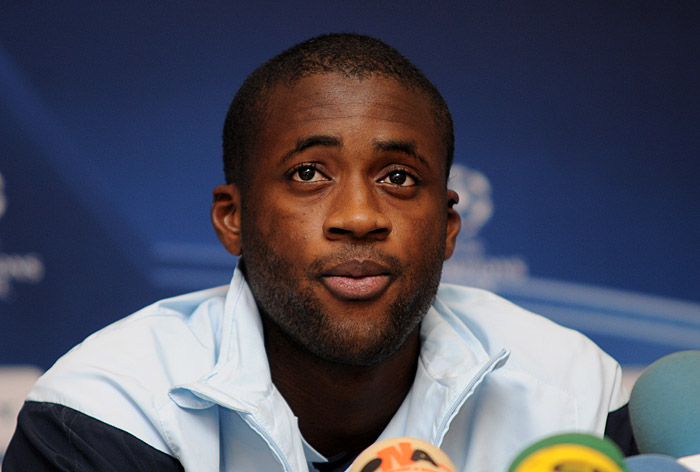
Yaya Touré năm 2013 cho biết, các cầu thủ bóng đá da đen có thể tẩy chay giải đấu nếu không được thực hiện chống phân biệt chủng tộc trong bóng đá Nga

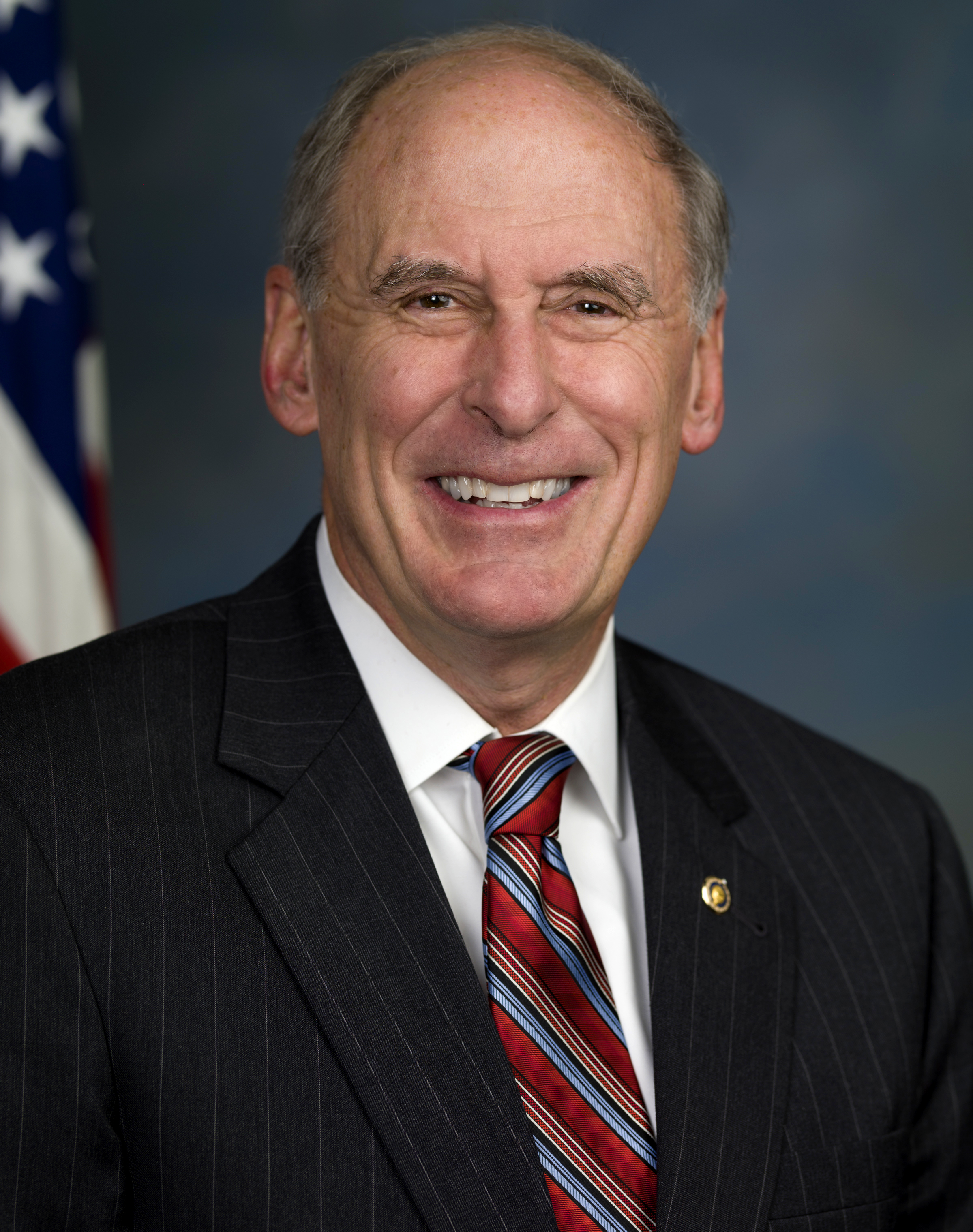
Thượng nghị sĩ Đảng Cộng hòa (Hoa Kỳ) Dan Coats đã viết thư cho Sepp Blatter yêu cầu cấm Nga tham dự World Cup 2018 do sáp nhập Crimea

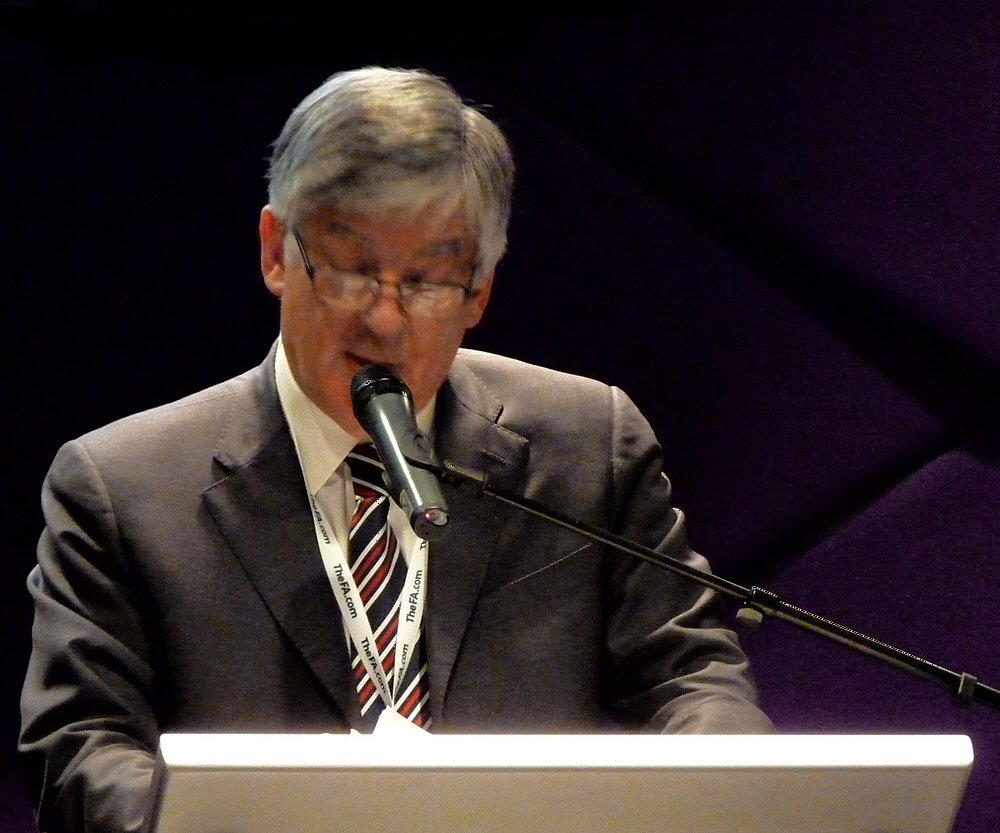
Năm 2014, Chủ tịch Hiệp hội Bóng đá Anh David Bernstein đã kêu gọi tất cả các quốc gia UEFA tẩy chay World Cup 2018 và 2022 do cáo buộc tham nhũng trong quá trình đấu thầu

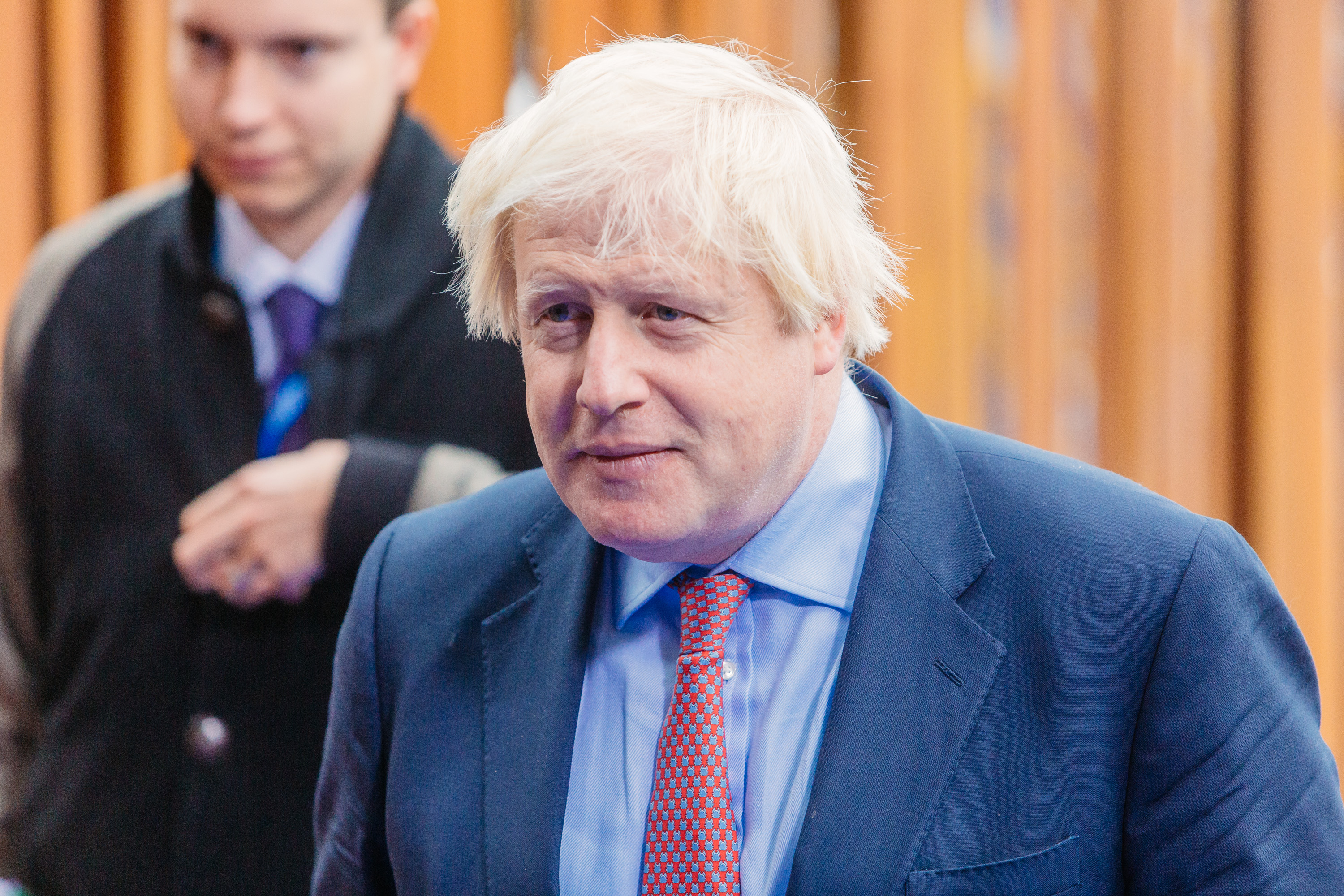
Ngoại trưởng Anh Boris Johnson

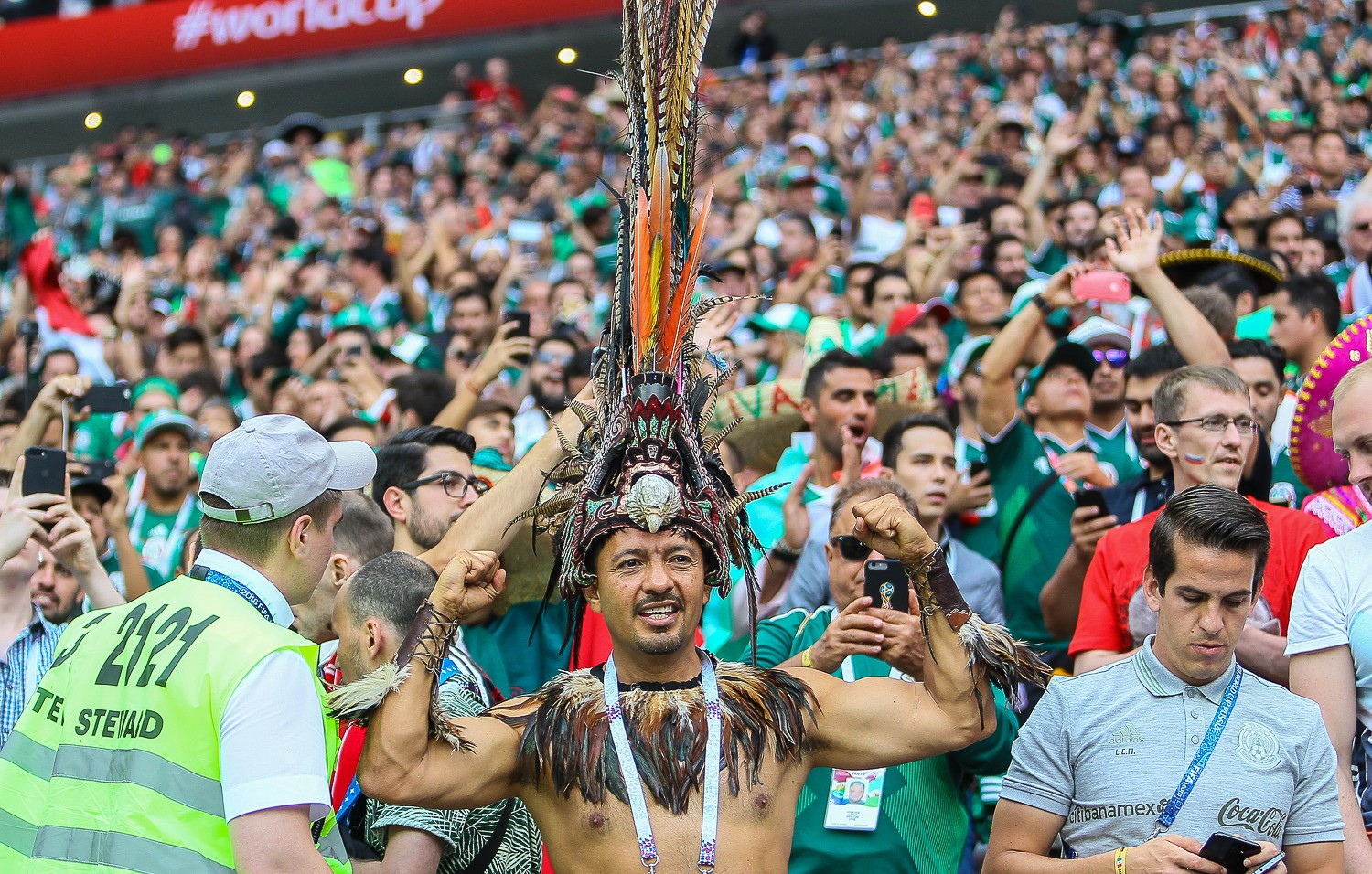
Fan hâm mộ Mexico tại World Cup 2018

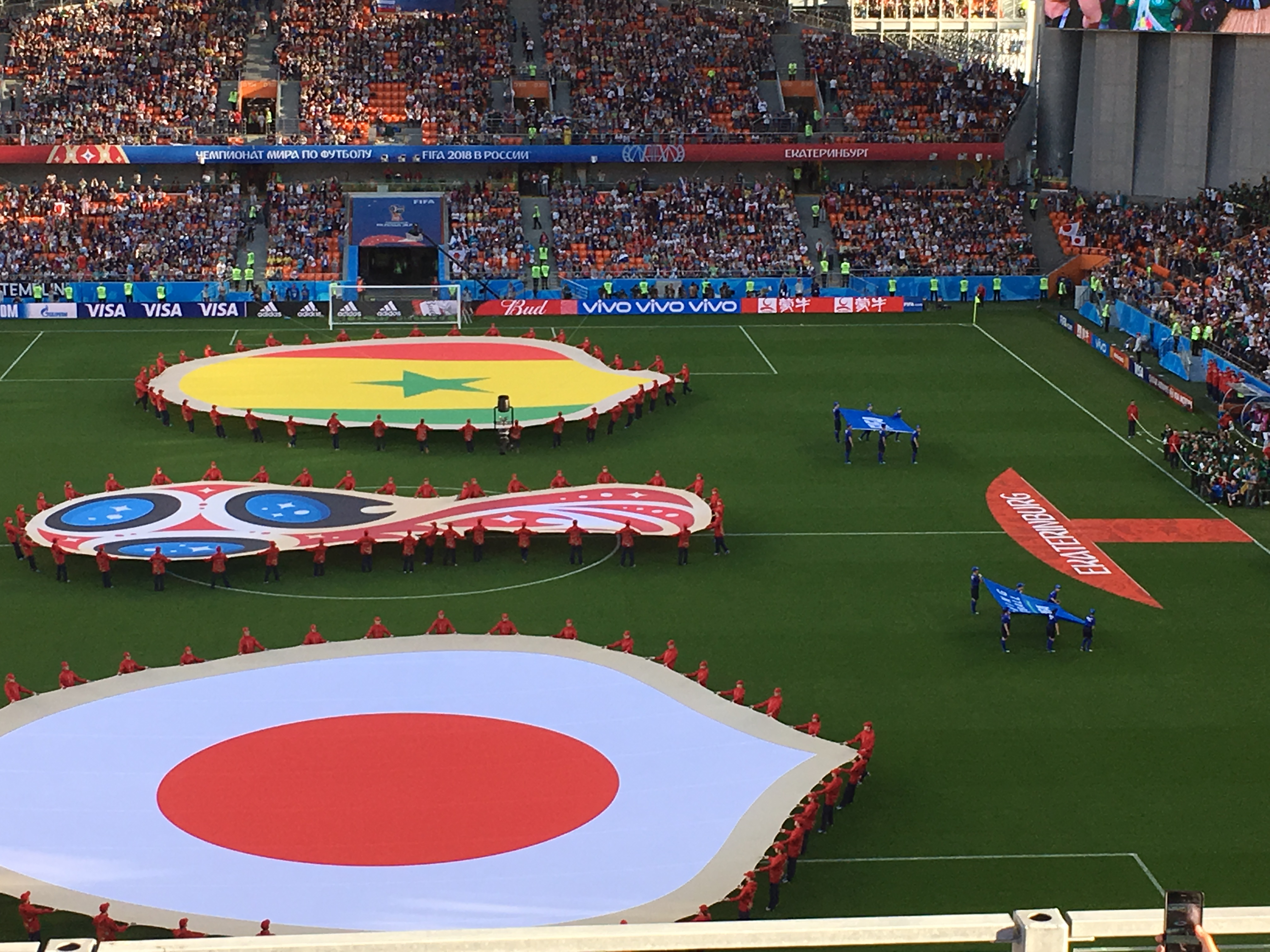
Nhật Bản 2-2 Senegal

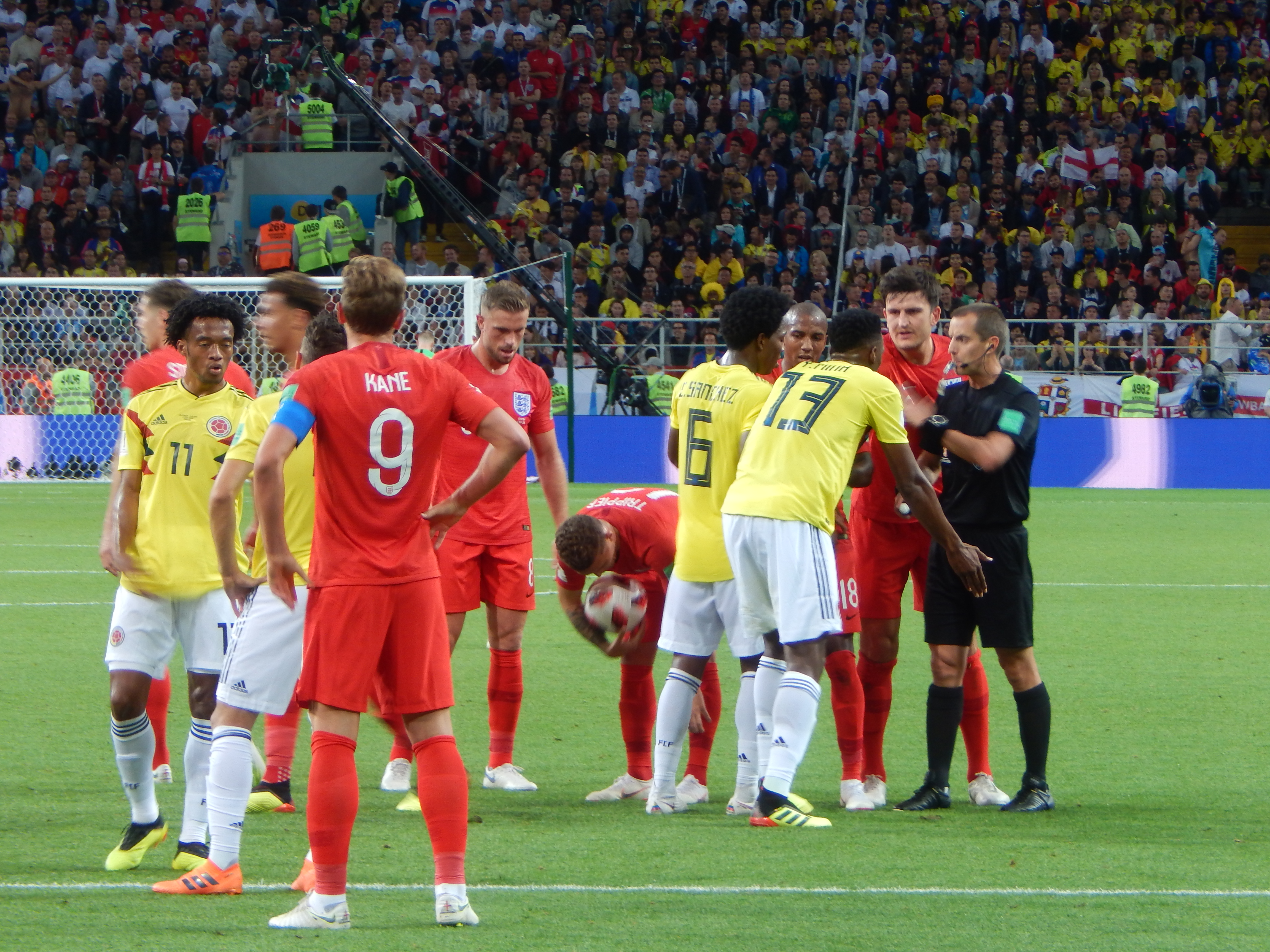
Mark Geiger trong trận Colombia v Anh

Là một giải đấu lớn, giải bóng đá vô địch thế giới 2018 không tránh khỏi có nhiều tranh cãi. Cũng như Thế vận hội Mùa đông 2014, sự lựa chọn Nga là đấu trường 2018 cũng có nhiều vấn đề phải vượt qua, bao gồm cả phân biệt chủng tộc trong bóng đá cũng như phân biệt đối xử với LGBT trong xã hội Nga. Việc Nga can thiệp vào Ukraina đã dấy lên nhiều ý kiến ngăn cản việc tổ chức giải đấu tại Nga. Sự việc chỉ được giải quyết sau khi chủ tịch FIFA Sepp Blatter quyết định từ chối việc thay đổi địa điểm. Một cuộc điều tra tham nhùng trong đấu thầu đã được tiến hành; tổng thống Nga Vladimir Putin từng có ý kiến cho rằng Mỹ muốn Nga mất quyền đăng cai World Cup 2018.

## Hooligan
Kể từ sau bạo loạn Giải vô địch bóng đá châu Âu 2016, nhiều côn đồ Nga tung ra các lời đe dọa bạo lực tại thời gian diễn ra giải đấu.